# Ebenezer Howard

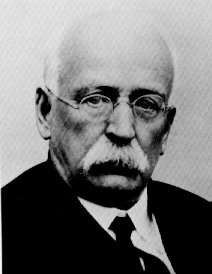
Ebenezer Howard

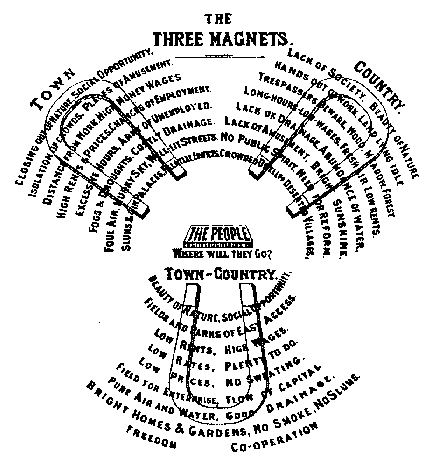
Schemat „trzech magnesów” Howarda

Ebenezer Howard (ur. 29 stycznia 1850, zm. 1 maja 1928) – brytyjski planista i urbanista. Twórca ruchu Miasta Ogrodu.

## Wczesne lata
W wieku 21 lat Howard wyruszył z Wielkiej Brytanii do Ameryki, gdzie zamieszkał w stanie Nebraska. Przez rok pracował jako rolnik, ale ciężka praca i życie w spartańskich warunkach negatywnie odbiły się na jego zdrowiu. Przeniósł się więc do Chicago, gdzie pracował jako stenograf, czyli sporządzał krótkie raporty z ustnych rozpraw, przemówień, posiedzeń publicznych. W Chicago pod wpływem przyjaciela zaczął intensywnie czytać amerykańskich pisarzy: Walta Whitmana, Lovella, Emersona. W roku 1876 Howard powrócił do Wielkiej Brytanii, zamieszkał w Londynie. Był zaprzątnięty tematyką reform społecznych, poszukiwał jednak źródła utrzymania, rozpoczął więc pracę jako stenograf podczas obrad brytyjskiego parlamentu w Westminster.

## Wpływy i idee
Howard dużo czytał, również utopijne dzieło Edwarda Bellamy’ego, z 1888 roku, „Patrząc wstecz” i rozważał dużo nad sprawami dotyczącymi społeczeństwa.
W 1898 opublikował swoją najważniejszą książkę zatytułowaną: „Jutro: Pokojowa ścieżka do rzeczywistej reformy”. Książka została życzliwie przyjęta przez recenzentów, zwłaszcza z prasy liberalnej i radykalnej, mniej życzliwie oceniali ją socjaliści i Fabianie. W roku 1902 książka została przedrukowana pod nowym tytułem: „Miasta ogrody jutra”. Tekst zawierał wizję miast wolnych od slumsów i cieszących się efektami, jakie przynosi połączenie zalet miasta (możliwości, rozrywki i wysokie płace) i zalet wsi (piękno, świeże powietrze, niskie opłaty). Howard zilustrował swoje idee swoim słynnym rysunkiem trzech magnesów, który rozwiązywał kwestie „Dokąd ludzie pójdą” i wybory pomiędzy miastem, wsią i miastem – wsią. Miasto miało być zbudowane planowo na ziemi, która jest wspólnie posiadana przez mieszkańców, zaludnione przez migrację.
Zaowocowało to powstaniem nowych miast suburbiów o limitowanej wielkości, z góry zaplanowanych i otoczonych przez stały pas zieleni i pól uprawnych. Idea miast ogrodów często używane były jako podstawy planowania w wielu suburbiach. Howard wierzył, że Miasta Ogrody były perfekcyjnym połączeniem miasta i natury. Miasta były w znacznym stopniu niezależne, utrzymywane i finansowane przez mieszkańców, którzy mieli w tym swój własny interes.

## Działania
Po opublikowaniu książki Howard podjął działania na rzecz popularyzacji swoich idei. Rozpoczął wygłaszanie wykładów na terenie Anglii. W 1899 roku Howard założył Stowarzyszenie Miast Ogrodów (Garden Cities Association), teraz znane pod nazwą „Stowarzyszenie planowania miast i wsi (Town and Country Planning Association), które jest najstarszą przyrodniczą dobroczynną organizacją w Anglii.
Idee Howarda przyciągnęły uwagę i wsparcie finansowe do rozpoczęcia budowy Miasta Ogrodu Letchworth, podmiejskiego miasta ogrodu, położonego w odległości 35 mil na północ od Londynu. Budowa drugiego miasta ogrodu Welwyn, zapoczątkowana została po I wojnie światowej. Kontakty Howarda z niemieckimi architektami Hermannem Muthesiusem i Bruno Tautem zaowocowały zaaplikowaniem humanistycznych wzorców w projektowaniu wielu osiedli mieszkaniowych za czasów Republiki Weimarskiej.
Zrealizowanie dwóch miast ogrodów – Letchworth i Welwyn miały duży wpływ w rozwoju Nowych Miast po II wojnie światowej w Wielkiej Brytanii. Ruch ten doprowadził do powstania ponad 30 wspólnot mieszkaniowych. Jako pierwsze powstały Stevenage, Hertfordshire, natomiast jako ostatnie i zarazem największe: Milton Keynes, Buckinghamshire.
Idee Howarda zainspirowały wielu innych planistów, takich jak np. Frederick Law Olmsted II i Clarence Perry. Walt Disney użył elementów koncepcji Howarda w swoich oryginalnych projektach dla EPCOT (Experimental Prototype Community of Tomorrow).
Howard był entuzjastą języka esperanto, często używał go do wygłaszania swoich przemówień. 14 sierpnia 1912 roku w Krakowie na terenie wystawy architektury otwartej obok Parku Jordana podczas Światowego Kongresu Esperanto Ebenezer Howard wygłosił w języku esperanto wykład „O rozwoju miast-ogrodów”. Wykład był tłumaczony na język polski.